# Ліна Станчюте
Ліна Станчюте (нар. 7 лютого 1986) — колишня литовська тенісистка.
Найвищу одиночну позицію світового рейтингу — 197 місце досягла 28 вересня 2009, парну — 138 місце — 15 травня 2006 року.
Здобула 4 одиночні та 3 парні титули.
Завершила кар'єру 2015 року.

## Фінали ITF

### Одиночний розряд (4–1)
| Легенда          |
| ---------------- |
| турніри $100,000 |
| турніри $75,000  |
| турніри $50,000  |
| турніри $25,000  |
| турніри $10,000  |

| Фінали за покриттям |
| ------------------- |
| Тверде (0–1)        |
| Ґрунт (4–0)         |
| Трава (0–0)         |
| Килим (0–0)         |

| Результат | Ранг | Дата           | Турнір                  | Покриття   | Суперниця           | Рахунок             |
| --------- | ---- | -------------- | ----------------------- | ---------- | ------------------- | ------------------- |
| Перемога  | 1.   | 17 серпня 2003 | Мартіна-Франка, Італія  | Ґрунт      | Дарія Юрак          | 6–3, 6–1            |
| Перемога  | 2.   | 10 жовтня 2004 | Лафаєтт (Луїзіана), США | Ґрунт      | Кароліна Косіньська | 3–6, 6–3, 7–5       |
| Перемога  | 3.   | 23 липня 2006  | Звевегем, Бельгія       | Ґрунт      | Ленка Вєнерова      | 6–1, 6–2            |
| Поразка   | 1.   | 4 жовтня 2008  | Гельсінкі, Фінляндія    | Тверде (i) | Маргіт Рюйтель      | 4–6, 7–6(4), 6–7(7) |
| Перемога  | 4.   | 18 червня 2011 | Харків, Україна         | Ґрунт      | Сопія Шапатава      | 6–2, 6–1            |

### Парний розряд (3–4)
| Легенда          |
| ---------------- |
| турніри $100,000 |
| турніри $75,000  |
| турніри $50,000  |
| турніри $25,000  |
| турніри $10,000  |

| Фінали за покриттям |
| ------------------- |
| Тверде (1–1)        |
| Ґрунт (2–3)         |
| Трава (0–0)         |
| Килим (0–0)         |

| Результат | Ранг | Дата            | Рівень   | Турнір                 | Покриття   | Партнерка           | Суперниці                            | Рахунок       |
| --------- | ---- | --------------- | -------- | ---------------------- | ---------- | ------------------- | ------------------------------------ | ------------- |
| Поразка   | 1.   | 15 березня 2003 | 25,000   | Каунас, Литва          | Тверде (i) | Аурелія Місевічуйте | Дар'я Кустова Олена Татаркова        | 1–6, 6–7(8)   |
| Поразка   | 2.   | 21 червня 2003  | 25,000   | Ленцергайде, Швейцарія | Ґрунт      | Клаудія Кулеска     | Марія Коритцева Димана Крастевич     | 3–6, 2–6      |
| Перемога  | 1.   | 1 жовтня 2005   | 25,000   | Порту, Португалія      | Ґрунт      | Сімона Матей        | Келлі де Бер Ева Пера                | 2–6, 6–4, 6–4 |
| Перемога  | 2.   | 4 березня 2006  | 25,000   | Клірвотер, США         | Тверде     | Келлі Лігган        | Наталі Грандін Шанелль Схеперс       | 6–3, 6–1      |
| Поразка   | 3.   | 28 липня 2006   | 50,000+H | Петанж, Люксембург     | Ґрунт      | Клодін Шоль         | Еріка Краут Фредеріка Пієдаде        | 3–6, 3–6      |
| Поразка   | 4.   | 17 червня 2011  | 25,000   | Харків, Україна        | Ґрунт      | Мелані Клаффнер     | Валентина Івахненко Катерина Козлова | 4–6, 3–6      |
| Перемога  | 3.   | 21 червня 2013  | 25,000   | Істад, Швеція          | Ґрунт      | Крістіна Барруа     | Монік Адамчак Пемра Озген            | 6–4, 7–5      |